# Rupboden
Rupboden ist ein Gemeindeteil des Marktes Zeitlofs im unterfränkischen Landkreis Bad Kissingen in Bayern.

## Geographie
Das Dorf Rupboden liegt am linken Ufer der Sinn auf 270 m ü. NHN. Durch den Ort führt die Staatsstraße 2289 von Wernarz nach Zeitlofs. Westlich, auf der rechten Seite der Sinn, befindet sich der Kälberberg. Das Dorf Eckarts liegt etwa zwei Kilometer nördlich. Südlich von Rupboden befindet sich die Strecke 46, ein unvollendetes Autobahnteilstück. Am Ortsrand verlief bis 2016 die Trasse der Bahnstrecke Jossa–Wildflecken.

## Geschichte
1317 wurde „Ruodboto“ erstmals erwähnt. Der Name könnte auf den Personennamen „Roppo“ oder „Rupert“ zurückführen. Rupboden bildete mit dem Gemeindeteil Eckarts und dem Schmidthof die politische Gemeinde Eckarts-Rupboden, die 1978 nach Zeitlofs eingegliedert wurde.